# Li Na

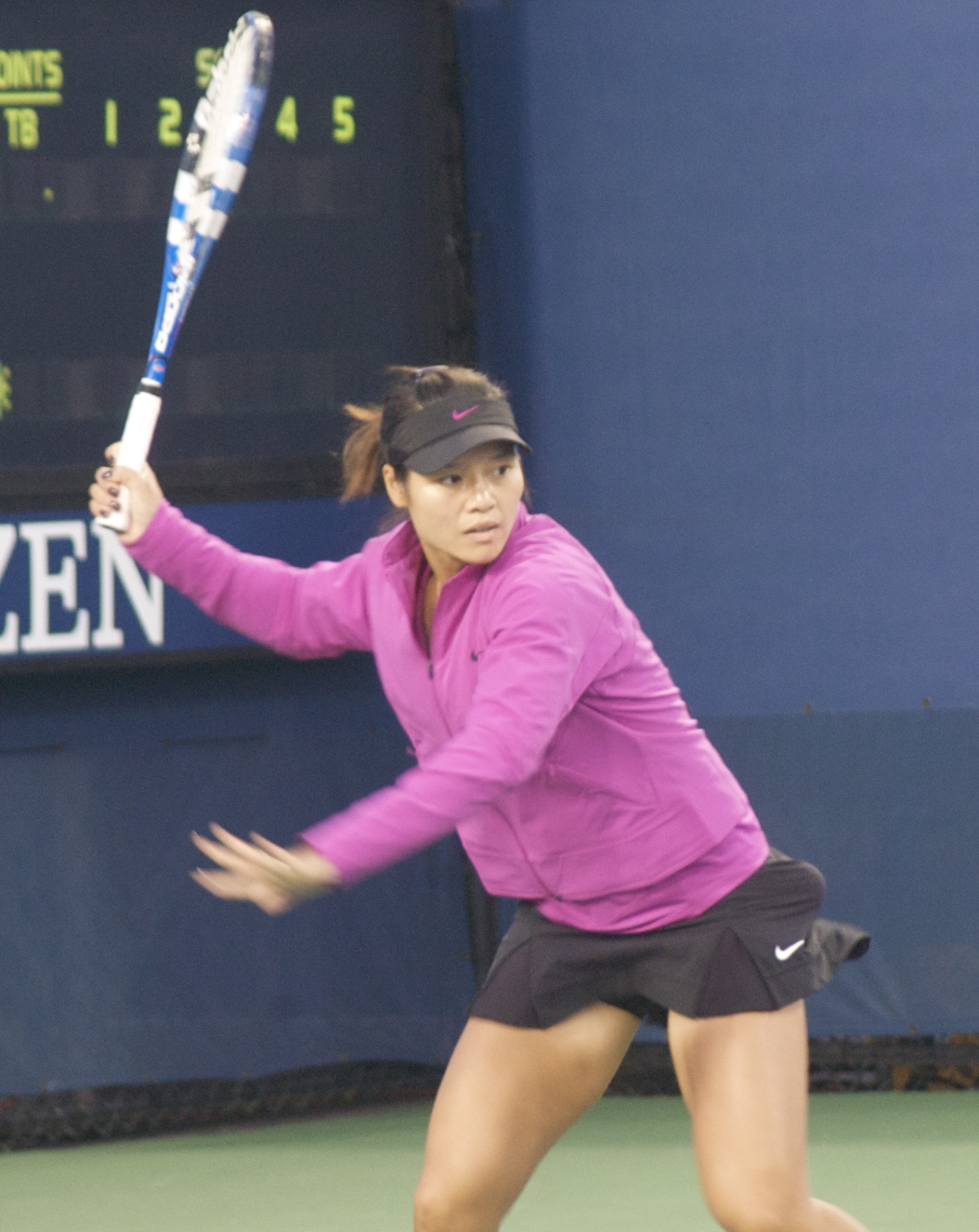
Li Na i US Open 2009.

Li Na (kinesiska: 李娜; pinyin: Lǐ Nà), född 26 februari 1982 i Wuhan, Hubei, är en kinesisk före detta professionell tennisspelare. Li blev den första kinesiska tennisspelaren att vinna en Grand Slam-titel när hon vann Franska öppna-mästerskapen i Paris 2011. Tidigare under 2011 år nådde Li som första kinesiska spelare en grand slam final vid Australiska mästerskapen. 2013 nådde Li sin tredje grand slam-final vid Australiska mästerskapen i Melbourne.

## Tenniskarriären
Li Na blev professionell spelare på ITF-touren 1999. Hon hade då redan vunnit tre singeltitlar och åtta dubbeltitlar. Året därpå hade hon sammanlagt då vunnit femtio singeltitlar vid ITF-touren, vilket är mer än någon annan spelare kunnat vinna. 
I juni samma år, efter att hennes världsranking var 136, fick hon delta i sitt första WTA-tävling vid Tasjkent Open i Kazakstan. Hennes första motståndare var då kazakiskan Anna Zaporozhanova, som hon föll med setsiffrorna 6-0, 4-6 och slutligen 1-6, men kom att möta henne igen i en dubbelmatch juli samma år och vann då med siffrorna 3-6, 6-4 och 6-4. Vid slutet av 2004 hade hon då sammanlagt vunnit fyra WTA-matcher, vilket gjorde att hennes ITF-titlar hade ökat till siffran sju. Det år vann hon även sju dubbelmatcher mer, sex av dem med Li Ting. När säsongen 2001 hade börjat, var Li Na mest frånvarande från de flesta matcher och vann visserligen bara två matcher, först mot italienskan Roberta Vinci och sedan mot kinesiskan Liu-Nan-Nan, vilket innebar att hennes världsranking hade fallit kraftigt, från 136 till 303.
Säsongen 2002 kom Nas karriär igång igen, med vinst mot amerikanskorna Laura Granville och Mashona Washington samt ukrainskan Tatiana Perebiynis. 
Den 28 oktober 2013 var Li rankad som nummer 3 på WTA singelranking. Hon har vunnit 7 WTA- och 19 ITF-titlar och spelade semifinal i Australian Open 2010 med landsmaninnan Zheng Jie. Hon har också spelat kvartsfinal i Wimbledon (2006, 2010) och i US Open (2009).
I Australiska öppna 2011 blev hon den första kinesiska spelaren (om man bortser ifrån Michael Chang som hade sitt ursprung ifrån Taiwan, men medborgare i Amerikas förenta stater) som nådde en Grand Slam-final, men förlorade mot Kim Clijsters. Hon nådde även finalen i Franska öppna samma år, som hon vann mot 2010 års mästarinna Francesca Schiavone med siffrorna 6-4, 7-6. Hon blev med segern i Paris den 4 juni 2011 den första kinesiska spelaren någonsin att vinna en Grand Slam-turnering. 2013 spelade Li återigen final i Australiska mästerskapen men föll i tre set mot Vitrysslands Viktoria Azarenka.
Hon tränades tidigare av svensken Thomas Högstedt men har sedan 2012 tränats av Carlos Rodriguez som tidigare coachat Justine Henin.

## Spelaren och personen
Redan vid 9-årsåldern blev Li Na intresserad av tennis. Hon är dotter till modern Yan Ping, en revisor och fadern Sheng Ping. Na beskriver sig själv som en väldig aggressiv spelare och gillar att spela på hårda tennisbanor. Hon är känd för sina snabba reflexer och snabbhet runt tennisbanan samt sina snabba grundslag. Hennes favorittennisspelare är den före detta amerikanske tennisstjärnan Andre Agassi, som hon även beundrar. Li Na coachades tidigare av Jiang Shan, som också var en tennisspelare i Lis ungdom. Paret gifte sig tillsammans den i januari 2006 och är bosatt i Wuhan, Hubei, Kina. Li har även andra sportsintressen, simning och badminton, vilket hon spelade vid nioårsåldern i två år för att senare ge upp och börja med tennisen.

## Grand Slam-finaler, singel (3)

### Singeltitel (1)
| År   | Turnering     | Finalmotståndare    | Resultat |
| 2011 | Franska öppna | Francesca Schiavone | 6-4, 7-6 |

### Finalförlust (2)
| År   | Mästerskap        | Finalmotståndare  | Setsiffror    |
| 2011 | Australiska öppna | Kim Clijsters     | 3-6, 6-3, 6-3 |
| 2013 | Australiska öppna | Victoria Azarenka | 6-4, 4-6, 3-6 |

## Övriga meriter

### Singel (7 vinster)
| År   | Turnering                       | Finalmotståndare    | Setsiffror    |
| 2004 | Guangzhou, Kina                 | Martina Suchá       | 6-3, 6-4      |
| 2008 | Guldkusten, Australien          | Victoria Azarenka   | 4-6, 6-3, 6-4 |
| 2010 | Birmingham, Storbritannien      | Maria Sharapova     | 7-5, 6-1      |
| 2011 | Sydney, Australien              | Kim Clijsters       | 7-6, 6-3      |
| 2011 | Franska Mästerskapen, Frankrike | Francesca Schiavone | 6-4, 7-6      |
| 2012 | Cincinnati, USA                 | Angelique Kerber    | 1-6, 6-3, 6-1 |
| 2013 | Shenzhen, Kina                  | Klara Zakopalova    | 6-3, 1-6, 7-5 |

### Dubbel (2 vinster)
| År   | Turnering                  | Partner         | Finalmotståndare                     | Setsiffror    |
| 2000 | Tasjkent, Kazakstan        | Li Tong         | Iroda Tuljaganova Anna Zaporozjanova | 3-6, 6-2, 6-4 |
| 2006 | Birmingham, Storbritannien | Jelena Janković | Jill Craybas Liezel Huber            | 6-2, 6-4      |